# المبني
المبني هي قرية في شرق ليبيا، تقع إلى الشرق من بنغازي بحوالي 51 كم.